# Ljuskobbarna
Ljuskobbarna är klippor nära Borstö i Nagu,  Finland.   De ligger i Pargas stad i landskapet Egentliga Finland. Ön ligger omkring 5 kilometer väster om Borstö, omkring 37 kilometer söder om Nagu kyrka,  69 kilometer söder om Åbo och 170 km väster om Helsingfors. Närmaste allmänna förbindelse är förbindelsebryggan vid Lökholm som trafikeras av M/S Nordep. Ljuskobbarna ligger 5 meter över havet.
Terrängen runt Ljuskobbarna är mycket platt.